# CSC Nika
Il Cultural Sports Complex Nika, abbreviato in CSC Nika ("КСК Ніка") è uno stadio di calcio, situato nella città di Oleksandrija, in Ucraina. Fu inaugurato nel 1998, ricostruito sul precedente stadio Shakhtar. Tra il 2004 e il 2006 ha ospitato le partite casalinghe del Krystal Oleksandria.